# Dorvillea cerasina
Dorvillea cerasina är en ringmaskart som först beskrevs av Ehlers 1901.  Dorvillea cerasina ingår i släktet Dorvillea och familjen Dorvilleidae. Inga underarter finns listade i Catalogue of Life.